# Imafronte

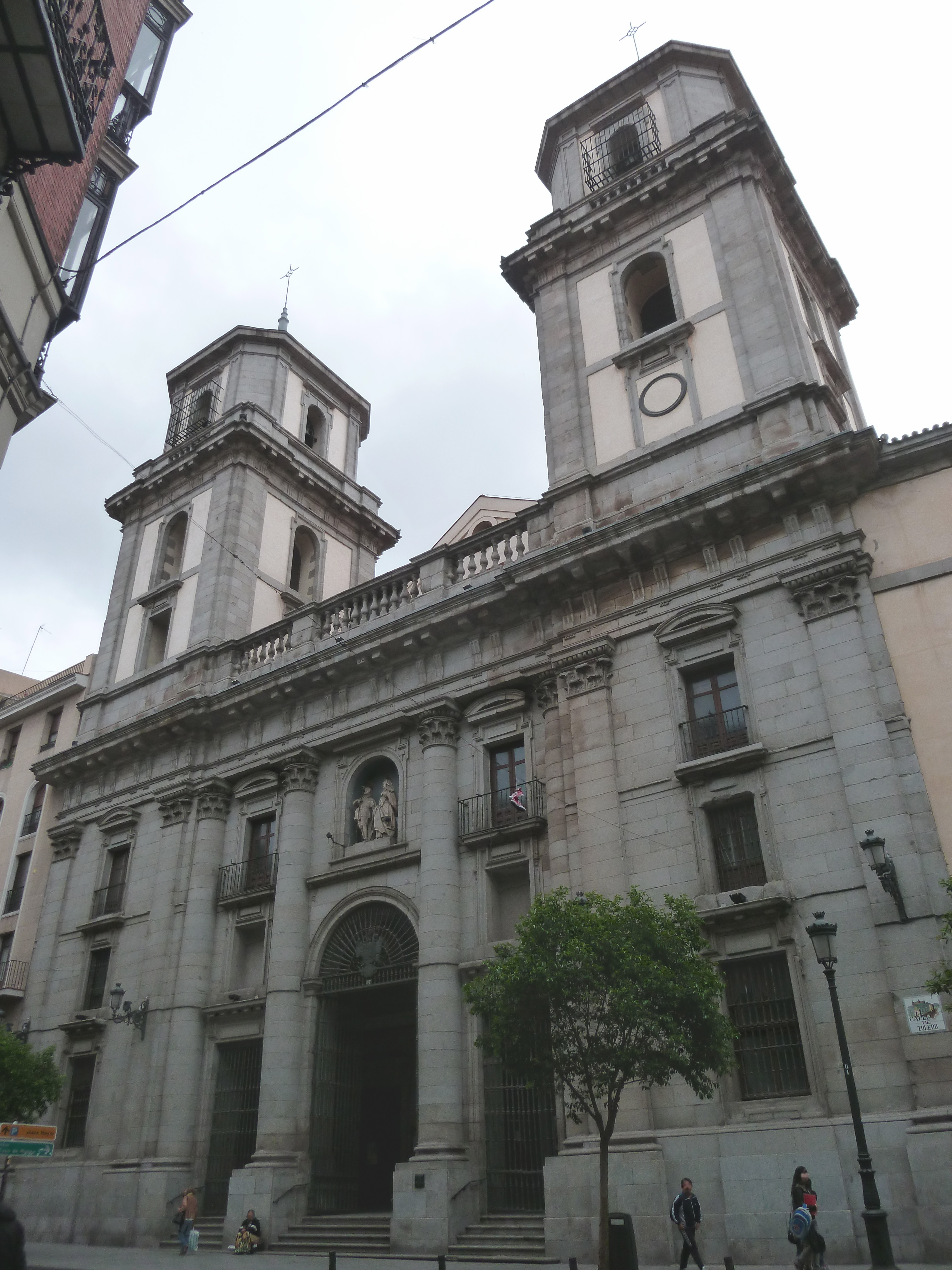
El imafronte de la colegiata de San Isidro en la calle de Toledo, Madrid, España.

En arquitectura, el imafronte es la fachada principal que se levanta a los pies de un templo. La parte opuesta del edificio es la cabecera.
En algunas ocasiones se emplea el término de hastial de los pies del templo, aunque el hastial realmente puede ir en otras partes del mismo, como el crucero. El imafronte es, por tanto, el paramento opuesto a la cabecera de cualquier iglesia o templo. 
Generalmente es el lugar de acceso principal a su interior, y consecuentemente, donde el arquitecto se plantea el diseño más efectista y decorativo de la portada. Suele ser el elemento de fachada más característico del edificio. El imafronte de las iglesias cristianas está normalmente orientado al oeste.